# Dangal
Dangal è un film del 2016 diretto da Nitesh Tiwari.

## Trama
L'ex lottatore Mahavir Singh Phogat dopo la fine della sua carriera insegna la lotta alle due figlie per realizzare il suo sogno e farle vincere l'oro ai Giochi del Commonwealth.

## Riconoscimenti
- Filmfare Award per il miglior film (2017)
- Filmfare Award per il miglior attore (2017)